# 杉健一
杉 健一（すぎ けんいち、1901年5月15日 - 1948年7月6日）は、日本の岩石学者。学位は、理学博士（1932年）（学位論文「On the metamorphic facies of the Misaka series in the vicinity of Nakagawa, Prov. Sagami（相模中川附近に於ける御坂層起原の変成岩相に就て）」）。

## 人物・来歴
日本岩石学は、明治初期の小藤文次郎を基とし、1910年代後半神津叔祐、坪井誠太郎を経て鈴木醇、富田達、“杉健一”が1920年代に活躍し始め、基礎を築いた。
杉の変成岩岩石学の日本輸入移植は、特に現代の岩石学の基盤を築き上げた大表者と目されるに至ったのである。また、杉博士の学問は、温和な調和的な学風であり研究は多くの人々に賛成せられ、高く評価され賞讃された。
1939年九州大学理学部創立と共に設置された地質学科に、岩石学担当教授として赴任。今野円蔵、松下久道、松本達郎らとともに、教室建設に尽力した。九大では当時まだ研究が進んでいなかった、北部九州ー西中国地方の古生代・中生代変成岩類・深成岩類の研究を行った。戦時下での教室建設という困難による過労のためか、1943年頃、肺結核を発症し、1948年に没した。九州大学時代の門弟に村上允英、唐木田芳文、黒田吉益、山口勝らがいる。
杉と共に九大地質教室の建設に尽力した松本達郎は、杉没後の1950年に故杉健一らと共著で、松本達郎・（故）杉健一・唐木田芳文・種子田定勝・村上允英・冨田達（1950）「 北九州の変成岩類・深成岩類についての地史学的概察」という学会発表を行った。
1951年刊行された九州大学理学部研究報告（地質）第３巻第２号は「故杉健一教授記念号」である。同書には杉の業績目録と共に遺稿３編が収録されている。また、同書掲載の松本達郎（1951）「北九州・西中国の基盤地質構造概説」の深成岩・変成岩の部分には、九大における杉の研究内容が含まれている。
杉の没後、杉の蔵書は遺族によって九州大学に寄贈され、杉文庫と呼ばれている。九大地質学科は創立直後に戦局が悪化し海外図書の調達が途絶えたことや、戦後は経済的窮乏のため、教育研究に必要な図書の整備に苦心した。そのような状況下にあって「杉文庫」は学生達の教育研究を支えた。
九州大学付属図書館　杉文庫
1960～70年代、都城秋穂と杉門弟の黒田吉益を中心とする阿武隈研究グループが対峙した阿武隈高原に分布する変成岩類の成因論争（いわゆる阿武隈問題）は「杉健一の生涯と業績」などにおける都城の杉の研究業績に対する礼節を欠いた記述が原因の一つとなっている。阿武隈問題は杉の名誉回復運動の側面があった。
死後の1976年には、愛弟子の村上允英が杉と久綱政典が1942年〜1944年に瀬戸内海の岩城島より発掘した未解決鉱物（ユーディアル石様鉱物）の分析に成功し、恩師の名前に因み杉石と命名する。
国際的に貴石・宝石して普及にいたる杉石・スギライトは、杉が1944年「愛媛県岩城島産エヂリン閃長岩について」（論文）を岩石鉱物人床学会誌に発表を期として、30年に亘る献身なる信念分析のもとに1976年の杉石命名を実現、それが現在の偉大なる結果をもたらした賜物のであり、日本人名の付いた唯一の宝石発見である。

## 年表
- 明治34年(1901) 5月15日、新潟県柏崎市に生まれる。
- 大正11年(1922) 東京帝国大学理学部地質学科で坪井誠太朗教授の指導を受け卒業。
- 大正14年(1925) 東京大学の大平安（同級生）の論文“筑波地方の変成岩研究を支持し片麻岩を“injection-fels”と見解、支持論証[1]。
- 昭和03年(1928) 東京大学理学部助手から農学部の講師に転任。
- 昭和06年(1931) 丹沢山中の中川流域の変成岩の研究を発表、これは、戦前の日本の岩石学を代表する作品の一つであった[1]。
- 昭和07年(1932) 東京大学より理学博士の学位を取得。学位論文の題は「On the metamorphic facies of the Misaka series in the vicinity of Nakagawa, Prov. Sagami（相模中川附近に於ける御坂層起原の変成岩相に就て）」[8]。
- 昭和14年(1939) 九州帝国大学に理学部が新設され、九州帝国大学部地質学教室に転任。
- 昭和17年(1942) 九州帝国大学理学部の面接で初めて村上允英と出会う。
- 昭和20年(1945) 村上允英 九州帝国大学 地質学科を卒業。
- 昭和23年(1948) 福岡市において死去（7月6日）。

## 著書・研究論文
- 「日本変成岩総説」（岩波講座、1933年）
- 「愛媛県岩城島産エヂリン閃長岩について」 杉健一・久綱政典共著（1944年）
- 杉健一著作目録（九大理学部研究報告地質学之部第3巻2号、1951年）

## ギャラリー

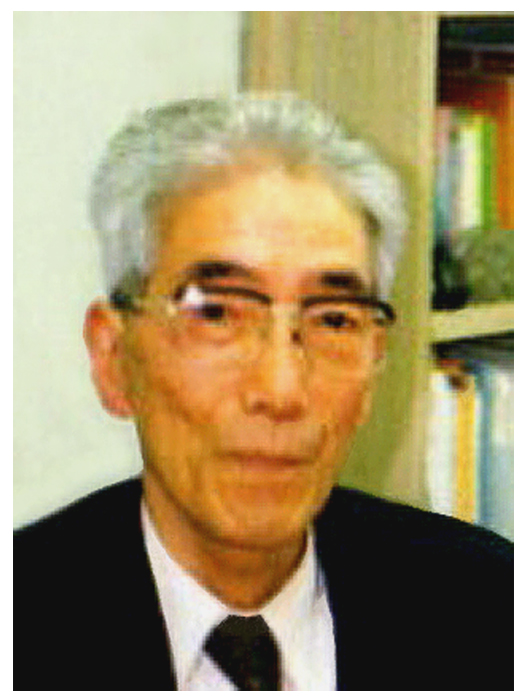
故 村上允英博士 杉石命名後継者
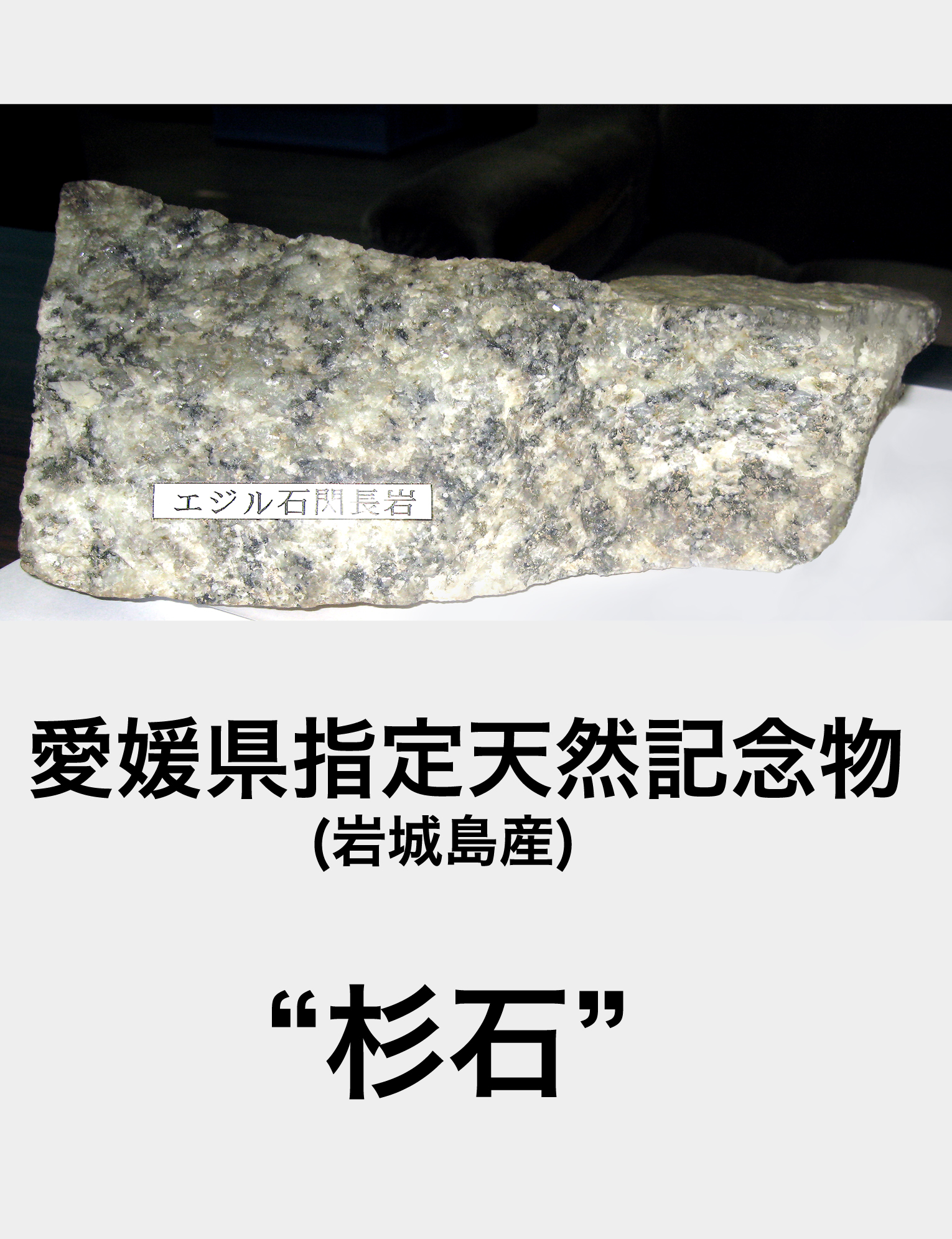
岩城島教育委員会所蔵 （愛媛県）
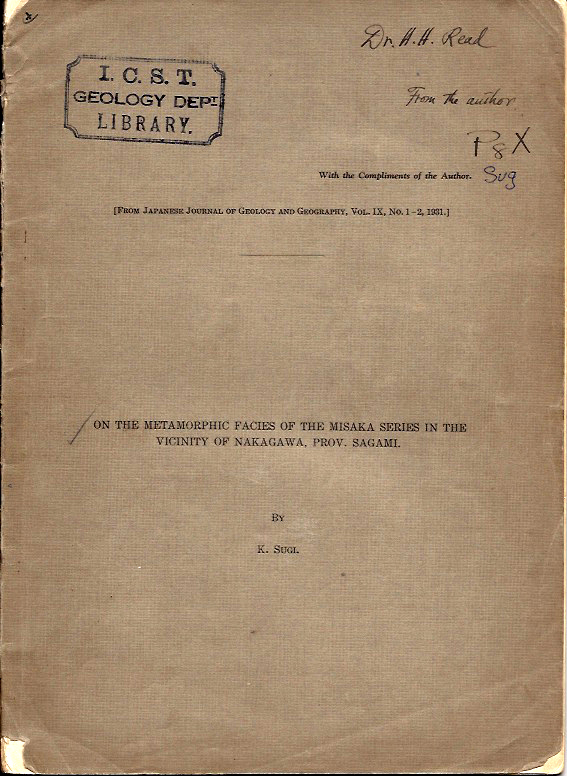
日本岩石学の代表論文 1931年 Vol. IX No1-2